# Hans-Joachim Eckert
Hans-Joachim Eckert (* 1948 in Plochingen) ist ein deutscher Jurist. Er war von Oktober 2005 bis Juli 2015 Vorsitzender Richter einer Großen Wirtschaftsstrafkammer am Landgericht München I. Von Juli 2012 bis Mai 2017 war Eckert Vorsitzender der rechtsprechenden Kammer der FIFA-Ethikkommission.

## Herkunft und Ausbildung
Hans-Joachim Eckert wurde in Plochingen, Baden-Württemberg, geboren. Kurz nach seiner Geburt zog seine Familie nach Oberbayern. Eckert legte das Abitur in Freising ab und studierte in der Folge Rechtswissenschaft in München.

## Berufliche Laufbahn
Von 1978 bis 1985 war Hans-Joachim Eckert Richter am Landgericht München I, Strafgericht und anschließend Staatsanwalt an der Staatsanwaltschaft München II. Von 1985 bis 1991 arbeitete er als Richter am Landgericht München I, Zivilgericht und von 1991 bis 1998 war er Staatsanwalt an der Staatsanwaltschaft München II, als Abteilungsleiter verantwortlich für Steuerstrafsachen, Wirtschaftsstrafsachen und organisierte Kriminalität. Von 1998 bis 1999 war er Oberstaatsanwalt an der Generalstaatsanwaltschaft München und dort verantwortlich für die Aufsicht über verschiedene Staatsanwaltschaften, Geldwäsche, organisierte Kriminalität und internationale Beziehungen. Von 1999 bis 2003 war er Oberstaatsanwalt an der Staatsanwaltschaft München I, Leiter der Abteilung für allgemeine Strafsachen und Wirtschaftsstrafsachen und verantwortlich für Datenschutz, NS-Gewaltverbrechen, Wirtschaftsstrafsachen und organisierte Kriminalität. Im September 2003 wurde Eckert Vorsitzender Richter am Landgericht München I und hatte bis September 2005 den Schwerpunkt Drogenkriminalität.
Von Oktober 2005 bis zu seiner Pensionierung im Juli 2015 war er Vorsitzender Richter einer Großen Wirtschaftsstrafkammer beim Landgericht München I. (Korruption, Steuerbetrug, Wirtschaftsstrafsachen).
Schwerpunkte seiner bisherigen Tätigkeit waren Korruptionsverfahren, Steuerhinterziehung, allgemeine Wirtschaftskriminalität, organisierte Kriminalität, Geldwäsche, Internet- und Computerkriminalität, sowie Vermögensabschöpfung.
Eckert war auch international für die EU-Kommission tätig, etwa in Bulgarien, Serbien oder der Türkei. In Bulgarien hat er im Auftrag der Europäischen Union die Regierung beraten und beim Aufbau einer auf Korruptionsfälle spezialisierten Staatsanwaltschaft geholfen. Zudem untersuchte Eckert dort mit einem italienischen Mafia-Ermittler 300 ungeklärte Mordfälle.
Eckert ist Referent für Organisierte Kriminalität, Cybercrime und Gewinnabschöpfung bei der Deutschen Richterakademie, der Europäischen Rechtsakademie und bei den Fortbildungsinstituten der Bayerischen Polizei.

## Verfahren
Eckert hat als Vorsitzender Richter am Landgericht München I eine Reihe bekannter Verfahren im Bereich der Wirtschaftskriminalität geleitet, darunter die Korruptionsprozesse im Zusammenhang mit Schmiergeldzahlungen bei Siemens, Ferrostaal und MAN. Er leitete auch das Gerichtsverfahren zur Aufarbeitung des Kaufs der Hypo Group Alpe Adria durch die Bayerische Landesbank.

## FIFA-Ethikkommission
Hans-Joachim Eckert wurde 2011 in die FIFA-Ethikkommission gewählt. Eckert beschäftigte sich seit 2012 mit Untersuchungen zu Korruptionsvorwürfen in der FIFA bez. der WM-Vergabe. Am 17. Juli 2012 wurde er vom FIFA-Exekutivkomitee zum Vorsitzenden der rechtsprechenden Kammer der FIFA-Ethikkommission ernannt. Die Ernennung wurde im Mai 2013 von einem Kongress der FIFA bestätigt. Ende 2014 wurde Eckerts Arbeit durch den Chefermittler der FIFA-Ethikkommission Michael Garcia heftig kritisiert. Garcia trat gleichzeitig von seinem Amt zurück. Im Oktober 2015 verhängte die rechtsprechende Kammer der FIFA-Ethikkommission unter Eckerts Vorsitz eine vorläufige Sperre von 90 Tagen gegen FIFA-Präsident Sepp Blatter, FIFA-Generalsekretär Jérôme Valcke sowie UEFA-Präsident Michel Platini. Am 23. November 2015 eröffnete Eckert das offizielle Verfahren gegen Blatter und Platini. Nach Abschluss des Verfahrens verkündete Eckert am 21. Dezember 2015 das Urteil und verhängte gegen beide eine Sperre von acht Jahren sowie Geldstrafen. Das Verfahren gegen Jérôme Valcke eröffnete er Anfang Januar 2016. Am 12. Februar 2016 wurde das Urteil verkündet und gegen Valcke eine Sperre von 12 Jahren sowie eine Geldstrafe verhängt.
Nachdem Eckert zum FIFA-Kongress in Bahrein, auf dem seine Wiederwahl anstand, eingeladen worden und am 9. Mai 2017 angereist war, erhielt er entgegen positiver Beteuerungen der Generalsekretärin Fatma Samoura in den vorangegangenen Wochen nach der Landung seines Fluges die Mitteilung, dass er vom FIFA Council einstimmig nicht wiedernominiert wurde. FIFA-Präsident Gianni Infantino hatte sich in der Vergangenheit als „Geisel der Kontrollgremien“ bezeichnet und nach verschiedenen Berichten die Entlassung von Eckert und seinem Kollegen Cornel Borbély aus der Untersuchungskammer durchgesetzt. Eckert gab dazu an: „Ich bedaure diese Entwicklung. Sie bedeutet das Ende des Reformprozesses bei der Fifa.“ In einem Interview mit dem Deutschlandfunk erklärte er, dass in den nächsten Monaten noch gegen einige brisante Funktionäre ermittelt worden wäre und kritische Leute offensichtlich lieber gegen andere ausgetauscht würden. Seine Nachfolge trat der Grieche Vasilios Skouris an.

## Sports Governance Unit
Gemeinsam mit Cornel Borbély, dem ehemaligen Vorsitzenden der Untersuchungskammer der FIFA-Ethikkommission, und Marc Tenbücken, einem Kommunikationsexperten, gründete Eckert im November 2017 die Sports Governance Unit, welche Sportverbände, Vereine und Sponsoren zu Good Governance berät.

## Persönliches
Eckert ist ein passionierter Pilzsammler. In seiner Freizeit besucht er auch eine Realschule im Bayerischen Oberland, um Schülern die Justiz zu erklären und ihre Fragen zu beantworten.